# وستمینستر شمالی، ورمونت
وستمینستر شمالی (به انگلیسی: North Westminster) یک منطقهٔ مسکونی در ایالات متحده آمریکا است که در وستمینستر واقع شده‌است. وستمینستر شمالی ۰٫۹ کیلومتر مربع مساحت و ۲۷۱ نفر جمعیت دارد و ۱۲۶ متر بالاتر از سطح دریا واقع شده‌است.